# Cantone di Saint-Amant-Tallende
Il Cantone di Saint-Amant-Tallende era una divisione amministrativa dell'arrondissement di Clermont-Ferrand.
È stato soppresso a seguito della riforma complessiva dei cantoni del 2014, che è entrata in vigore con le elezioni dipartimentali del 2015.
Comprendeva i comuni di
- Aydat
- Chanonat
- Cournols
- Olloix
- Saint-Amant-Tallende
- Saint-Sandoux
- Saint-Saturnin
- Saulzet-le-Froid
- Le Vernet-Sainte-Marguerite